# مايك راموس (منافس ألعاب قوى)
مايك راموس (بالإنجليزية: Mike Ramos)‏ هو منافس ألعاب قوى أمريكي، ولد في 1 نوفمبر 1962.

## وصلات خارجية
- مايك راموس على موقع الاتحاد الدولي لألعاب القوى (الإنجليزية)